# 分配
| ウィキペディアには「分配」という見出しの百科事典記事はありません（タイトルに「分配」を含むページの一覧/「分配」で始まるページの一覧）。 代わりにウィクショナリーのページ「分配」が役に立つかもしれません。 |